# 马明强
马明强（1965年1月—），男，中华人民共和国外交官。

## 生平
1987年毕业于威尔士大学，进入中华人民共和国外交部工作，先后在外交部翻译室、外交部新闻司、驻马来西亚大使馆、外交部亚洲司任职。2003年，任驻阿富汗大使馆参赞。2007年，任外交部亚洲司朝鲜半岛事务办公室主任。2008年，任外交部亚洲司参赞，后升任副司长。2011年，任中国—东盟中心秘书长。2015年1月，出任中华人民共和国驻孟加拉国大使。2017年12月，自驻孟加拉国大使离任。

## 家庭
已婚，有一子。